# Haiducii lui Șaptecai
Haiducii lui Șaptecai este un film românesc din 1971, regizat de Dinu Cocea după un scenariu de Eugen Barbu și Mihai Opriș. El este cel de-al patrulea film din seria Haiducii. Rolurile principale sunt interpretate de Florin Piersic, Marga Barbu, Toma Caragiu, Constantin Codrescu, Aimée Iacobescu, Mihai Mereuță și Colea Răutu.
Acțiunea filmului se petrece în Muntenia din plină epocă fanariotă. Domnița Ralu (Aimée Iacobescu) are nevoie de un milion de galbeni pentru a cumpăra de la Viena o colecție de bijuterii. Pentru a-i satisface dorința, domnitorul fanariot Ioan Caragea (Nucu Păunescu) instituie birul văcăritului, ducând la sărăcirea poporului. Ceata de haiduci condusă de Anghel Șaptecai (Florin Piersic), după moartea căpitanului Amza, încearcă să recupereze galbenii smulși cu forța de la oamenii chinuiți. În final, căpitanul de arnăuți Mamulos (Colea Răutu) îl prinde pe Anghel și-l trimite la ocnă.

## Rezumat
La un an după moartea căpitanului Amza, ceata de haiduci din care făceau parte Răspopitul, Anița, Duduveică, Mitrună, țiganul Parpanghel și femeia sa, Fira, rătăcește pe drumuri, neavând nici măcar cai. Haiducii văd un voinic la o fântână care avea cu el șapte cai și îi cer să le vândă caii, dar voinicul îi bate. Mai apoi, voinicul Anghel Panait zis Șaptecai (Florin Piersic) devine noua căpetenie a haiducilor și conduce mai multe atacuri asupra arnăuților. Femeia fostului căpitan, Anița (Marga Barbu), devine iubita noului căpitan.
Urmărit de poteră, Anghel le cere camarazilor săi să fugă, iar el este prins și adus în fața căpitanului de arnăuți Mamulos (Colea Răutu), care era tatăl adevărat al lui Anghel. Mamulos îl duce pe hotarul țării, pe lângă formațiunile muntoase Sfinxul din Bucegi și Babele, și, în loc să-l ucidă, îl trimite în Transilvania. Căpitanul de arnăuți îl amenință că-i va ucide pe toți haiducii dacă Anghel se va întoarce în țară, dar căpetenia haiducilor îi spune lui Mamulos: „Tu nu știi ce-i aia țară!”.
În perioada următoare Anița se căsătorește cu Manolache Belivacă (Nicolae Gărdescu), un hangiu bătrân și neputincios. Ea devine prietena și confidenta domniței Ralu (Aimée Iacobescu). Aflată la Viena, Ralu vede o frumoasă colecție de bijuterii care aparținea tatălui răposatului ei logodnic, Peter. Bijuteriile aparținuseră cândva prințesei Hangerli, care se înecase în Dunăre, după care ajunseseră în posesia prințului vienez. Prințul îi spune domniței că va trebui să vândă bijuteriile pentru a-și plăti unele datorii și-i cere domniței 1 milion de galbeni, dându-i un termen de două luni pentru a strânge banii. La rugămințile lui Ralu și la sugestia vărului său Iani (Constantin Codrescu), domnitorul fanariot (Nucu Păunescu) acceptă să reinstituie birul văcăritului, deși acest bir fusese blestemat de patriarhul Constantinopolului.
Domnitorul îl schimbă pe mitropolit, iar noul mitropolit dezleagă birul de blestem. Mamulos este însărcinat să strângă banii, fiind amenințat că va fi spânzurat dacă nu-și va face bine treaba. Arnăuții iau vitele oamenilor după ce-i chinuie și le duc la târg pentru a fi vândute. În cursul unei incursiuni a arnăuților este ucisă mama lui Anghel. În paralel, Iani complotează la hanul Aniței din București pentru a ocupa tronul în locul vărului său. Tatăl domnitorului îl ruinase pe tatăl lui Iani, vânzându-i moșiile pentru o datorie de 500.000 de galbeni. El îi prezintă trimisului sultanului o jalbă în care boierii se plângeau că oamenii se băjenesc din cauza noului bir. El promite că va da sultanului milionul de galben strâns de domnitor. În același han, domnița Ralu are o întâlnire amoroasă cu poetul Raul.
Auzind de moartea mamei sale, Anghel se întoarce în țară și îi atacă pe arnăuții veniți să ia vitele oamenilor. Pe capul lui este pus un premiu de 500 de galbeni, iar cei care-l ajută sau îl tăinuiesc sunt amenințați cu grele pedepse. Forțat de domnitor, Mamulos îi urmărește pe haiduci în Balta Călțunului; el dă foc la stuf și îi ucide pe majoritatea haiducilor, dar îl lasă pe Anghel să scape, spunându-i că aceasta este ultima dată. Haiducii supraviețuitori sunt spânzurați în fața palatului domnesc de la Mogoșoaia, iar trupurile lor sunt ridicate noaptea de către Anghel și duse la familiile morților. În acest timp, Sevastița, amanta domnitorului, se plimbă prin târg îmbrăcată într-o rochie de atlas alb, atrăgând furia domniței Ralu care dispune biciuirea femeii.
Ascultând pe la uși, Iani află că Anghel este în viață și plănuiește o diversiune pentru ca milionul de galbeni să nu cadă în mâinile haiducilor. În ziua când împlinește 20 de ani, Ralu primește de la tatăl ei o zestre de un milion de galbeni și afirmă că se va duce cu ei la Stambul pentru a face negoț cu banii. Mamulos pleacă pe drumul Stambulului cu un transport de galbeni. Convoiul este atacat de Anghel, care avea informația de la Anița, dar lada în care trebuiau să se afle banii este găsită goală. Acuzat de trădare pentru că l-a făcut scăpat pe Anghel, Mamulos este condamnat de domnitor să fie închis pe viață în Temnița uitaților. El fuge de sub escortă și ia din nou urma haiducilor.
Adevăratul transport de galbeni plecase pe Drumul Coconilor către Viena, fiind însoțit de Iani și de Ralu. Atacată de omul lui Iani, Anița este salvată de la moarte de Anghel, care află astfel traseul transportului de bani. Haiducii pleacă pe urmele transportului de aur, dar sunt așteptați de arnăuții lui Mamulos. Anghel aruncă un cuțit în Mamulos, dar este capturat de arnăuți și dus la ocnă.

## Distribuție
- Florin Piersic — căpetenia de haiduci Anghel Șaptecai
- Marga Barbu — hangița Anița, ibovnica lui Anghel
- Colea Răutu — căpitanul de arnăuți Mamulos, tatăl lui Anghel
- Toma Caragiu — haiducul Răspopitul
- Florin Scărlătescu — vel-vistiernicul Dudescu/nebunul
- Aimée Iacobescu — Ralu, fiica domnului fanariot
- Nucu Păunescu — domnul fanariot
- Constantin Codrescu — Ianuli (Iani) Arnolto, vărul domnului fanariot
- Nicolae Gărdescu — hangiul Manolache Belivacă, soțul Aniței
- Constantin Guriță — haiducul Duduveică
- Elena Buhoci-Gurgulescu — țiganca Fira (menționată Ileana Buhoci Gurgulescu)
- Jean Constantin — țiganul Parpanghel
- Mariela Petrescu — Sevastița, ibovnica domnului fanariot
- Carmen Maria Strujac — Caliopi, soția lui Iani (menționată Carmen Maria Struja)
- Theo Partisch
- Rudolf Chati — prințul vienez, tatăl lui Peter
- Constantin Lungeanu
- Aurel Rogalschi — trimisul sultanului
- Ștefan Tapalagă — târgoveț chefliu
- Aurel Cioranu — poetul Raul, îndrăgostit de Ralu
- Mihai Mereuță — haiducul Găman
- Dorel Iacobescu
- Manea Enache
- Vasile Boghiță — haiduc
- Mihai Badiu — arnăut
- Petre Gheorghiu-Dolj — haiduc (menționat Petre Gheorghiu)
- Mircea Pascu — târgoveț chefliu, omul de încredere al lui Iani
- Nicolae Rășcănescu
- Nelu Mîrza
- Virgil Andronic
- Lucian Purdea
- Ernest Maftei — haiducul Mitrună (nemenționat)

## Producție
Haiducii lui Șaptecai a fost filmat în vara și toamna anului 1970, concomitent cu celelalte două filme ale tripticului (Zestrea domniței Ralu și Săptămîna nebunilor). Filmările au durat 8 luni de zile și s-au desfășurat până în primul trimestru al anului 1971, existând și o perioadă de întrerupere, din cauza îmbolnăvirii lui Constantin Codrescu. Cheltuielile de producție s-au ridicat la 4.255.000 lei.
Inițial trebuiau să fie realizate două lungmetraje, dar, din cauza dificultăților de finanțare, s-a decis să se refacă scenariile pentru trei filme de lungmetraj, ce urmau să fie realizate cu o perioadă de filmare comună și apoi cu un finisaj întins pe parcursul a 15 luni.
Filmările au fost realizate la Sibiu, București, Mogoșoaia, Rucăr, Dragoslavele, pe valea Dâmboviței, la Târgoviște, Sinaia, Căldărușani și în Cheile Ialomiței. O parte din secvențele din acest film au fost filmate la Palatul domnesc de la Mogoșoaia și la Hanul lui Manuc. Florin Piersic a fost dublat în toată trilogia de actorul craiovean Petre Gheorghiu Dolj. Maestru de lupte a fost Lucian Purdea.
Muzica a fost interpretată de Orchestra Simfonică a Operei Române dirijată de Anatol Chisadji. Cântecele cântate în film de Filomela/Anița (printre care și „Cine iubește și lasă”) provin dintr-o înregistrare sonoră cu Maria Tănase.

## Recepție
Filmul Haiducii lui Șaptecai a avut parte de un mare succes de public la cinematografele din România, fiind vizionat de 6.003.204 de spectatori, după cum atestă o situație a numărului de spectatori înregistrat de filmele românești de la data premierei și până la data de 31.12.2007 alcătuită de Centrul Național al Cinematografiei. El se află astfel pe locul 18 în topul celor mai vizionate film românești din toate timpurile după cum atestă un comunicat din 2006 al Uniunii Autorilor și Realizatorilor de Film din România.
Analizând evoluția filmului românesc în perioada 1950-1975 în studiul „Un sfert de veac de film românesc” (1975), criticul Ecaterina Oproiu considera că filmele cu haiduci au urmat modelul filmelor de capă și spadă, cărora le-au adăugat elemente specific naționale, plasându-se într-o zonă limitrofă a filonului istoric. Ea scria următoarele: „În zonele limitrofe, ale «epopeii naționale», se dezvoltă o producție care, fără să renunțe la valorile educative, pune accentul pe divertisment și preia fără reticențe metodele filmului de capă și spadă, colorându-l cu vopsele naționale. Titlul cel mai semnificativ este Haiducii, un serial de mare popularitate, povestind bravurile unor «pardaillani» valahi, mușchetari în ițari și justițiari pe cont propriu, care «iau de la bogați ca să dea la săraci», bagă spaima în împilatori și apoi se retrag în codri, lăsând în urmă legende, ochi plânși de femeie, ecourile chefurilor cu lăutari și filozofia lor din vreme de popas: «toată lumea să trăiască, numai noi să nu murim!»”.
Călin Căliman considera că acest serial cu haiduci a avut o „intrigă atractivă și bine articulată”, motive folclorice și personaje pitorești. El a prilejuit câteva creații actoricești memorabile, printre care Răspopitul interpretat de Toma Caragiu și Anița interpretată de Marga Barbu, comparată de critic cu o „marchiză a haiducilor” prin analogie cu „marchiza îngerilor”, un personaj de film francez celebru în epocă. Filmările au fost realizate într-un cadru natural spectaculos, pe ritmurile unei muzici cu inflexiuni haiducești. Filmul a „prins” la public, determinând realizarea de continuări.
Criticul Tudor Caranfil nu a dat filmului nicio stea și a făcut următorul comentariu: „Haiduci, biografii romanțate, intrigi diplomatice, comedie grotescă, drame psihologice, motive de western – într-o flagrantă lipsă de veridicitate. Ușurința cu care Piersic îi ia locul, „din mers”, lui Emanoil Petruț, intrat în dizgrația autorilor serialului, e năucitoare prin arbitrar. Nici măcar iubita căpeteniei haiducești nu pare a sesiza substituirea căreia i-a căzut victimă protagonistul, deși 6 milioane de spectatori au fost martorii fenomenului. În rest: șarjă, vulgaritate, melodramă ieftină de operetă balcanică. Regia proptește într-o precară construcție scenariul girat de Eugen Barbu.”